# San Marcos Coyulito
San Marcos Coyulito är en ort i Mexiko.   Den ligger i kommunen Putla Villa de Guerrero och delstaten Oaxaca, i den sydöstra delen av landet, 300 km söder om huvudstaden Mexico City. San Marcos Coyulito ligger 583 meter över havet och antalet invånare är 118.
Terrängen runt San Marcos Coyulito är huvudsakligen kuperad, men åt sydväst är den platt. Runt San Marcos Coyulito är det ganska glesbefolkat, med 31 invånare per kvadratkilometer. Närmaste större samhälle är Putla Villa de Guerrero, 10,7 km norr om San Marcos Coyulito. I omgivningarna runt San Marcos Coyulito växer huvudsakligen savannskog.